# Tatres orientals
Els Tatres orientals són una part del massís dels Tatras que inclou l'Alt Tatra i els Tatra Belianske. Aquests dos massissos estan separats per la vall de Kôprová dolina. El seu punt culminant es el Gerlachovský štít (2654 m).